# توماس لينون
توماس لينون (بالإنجليزية: Thomas Lenon) مواليد (9 أغسطس، 1970) ممثل، كاتب، منتج ومخرج أمريكي.

## نشأته
ولد لينون في أوك بارك، إلينوي، والدته كاثلين ووالده تيموثي لينون. في عام 1988، تخرج من مدرسة أوك بارك وريفر فورست الثانوية.

## حياته الشخصية
يعيش لينون في لوس أنجلوس مع زوجته الممثلة جيني روبيتسون وولدهما أوليفر.

## أبرز أعماله

### أعمال سينمائية
- 2000: تذكار
- 2003: كيف تخسرين رجلا في 10 أيام
- 2005: هيربي: فولي لوديد
- 2005: اللهاية
- 2006: ليلة في المتحف
- 2008: هانكوك
- 2009: ليلة في المتحف 2
- 2009: 17 مرة أخرى
- 2009: أحبك يا رجل
- 2011: معلمة سيئة
- 2014: المتحولون: عصر الانقراض

### أعمال تلفزيونية
- 2010: آرشر
- 2012: الفتاة الجديدة
- 2012: كيف قابلت أمكما
- 16-2015: التاريخ الثمل

## وصلات خارجية
- توماس لينون على موقع IMDb (الإنجليزية)
- توماس لينون على موقع ألو سيني (الفرنسية)
- توماس لينون على موقع ميوزك برينز (الإنجليزية)
- توماس لينون على موقع أول موفي (الإنجليزية)
- توماس لينون على موقع قاعدة بيانات الأفلام السويدية (السويدية)
- توماس لينون على موقع قاعدة بيانات الأفلام السويدية (السويدية)
- توماس لينون على موقع إن إن دي بي (الإنجليزية)
- توماس لينون على موقع ديسكوغز (الإنجليزية)
- توماس لينون على موقع قاعدة بيانات الفيلم (الإنجليزية)
- توماس لينون على موقع كينوبويسك (الروسية)